# Liste der Wappen in der Metropolitanstadt Cagliari

Lage der Metropolitanstadt in Italien

Die Liste der Wappen in der Provinz Cagliari zeigt die Wappen der Gemeinden in der Provinz Cagliari der autonomen Region Sardinien in der Republik Italien. In dieser Liste sind die Wappen jeweils mit einem Link auf die Gemeinde angezeigt.

## Wappen der Metropolitanstadt Cagliari

Provinz Cagliari

## Wappen der Gemeinden der Metropolitanstadt Cagliari

Armungia
Assemini
Ballao
Barrali
Burcei
Capoterra
Castiadas
Decimomannu
Decimoputzu
Dolianova
Domus de Maria
Donorì
Elmas
Escalaplano
Escolca
Esterzili
Genoni
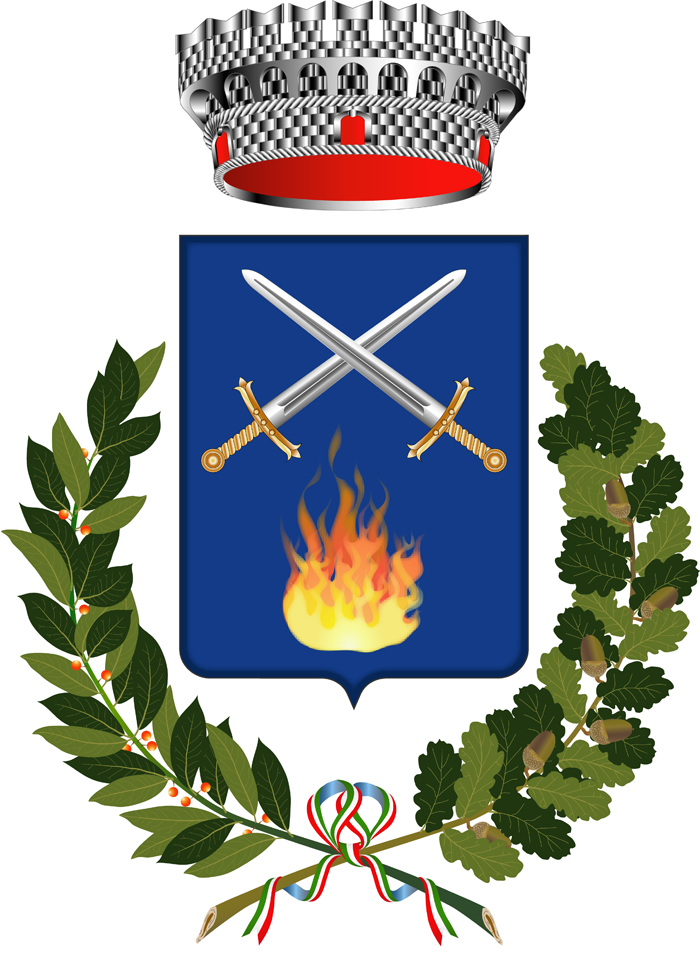
Gergei
Gesico
Goni
Guamaggiore
Guasila
Isili
Mandas
Maracalagonis
Monastir
Monserrato
Muravera
Nuragus
Nurallao
Nuraminis
Nurri
Orroli
Ortacesus
Pimentel
Pula
Quartu Sant’Elena
Quartucciu
Sadali
Samatzai
San Basilio
San Nicolò Gerrei
San Sperate
San Vito
Sant’Andrea Frius
Sarroch
Selargius
Selegas
Senorbì
Serdiana
Serri
Sestu
Settimo San Pietro
Seui
Siliqua
Silius
Sinnai
Siurgus Donigala
Soleminis
Suelli
Teulada
Ussana
Uta
Vallermosa
Villa San Pietro
Villanova Tulo
Villaputzu
Villasimius
Villasor
Villaspeciosa